# Зеркальный переулок (Санкт-Петербург)

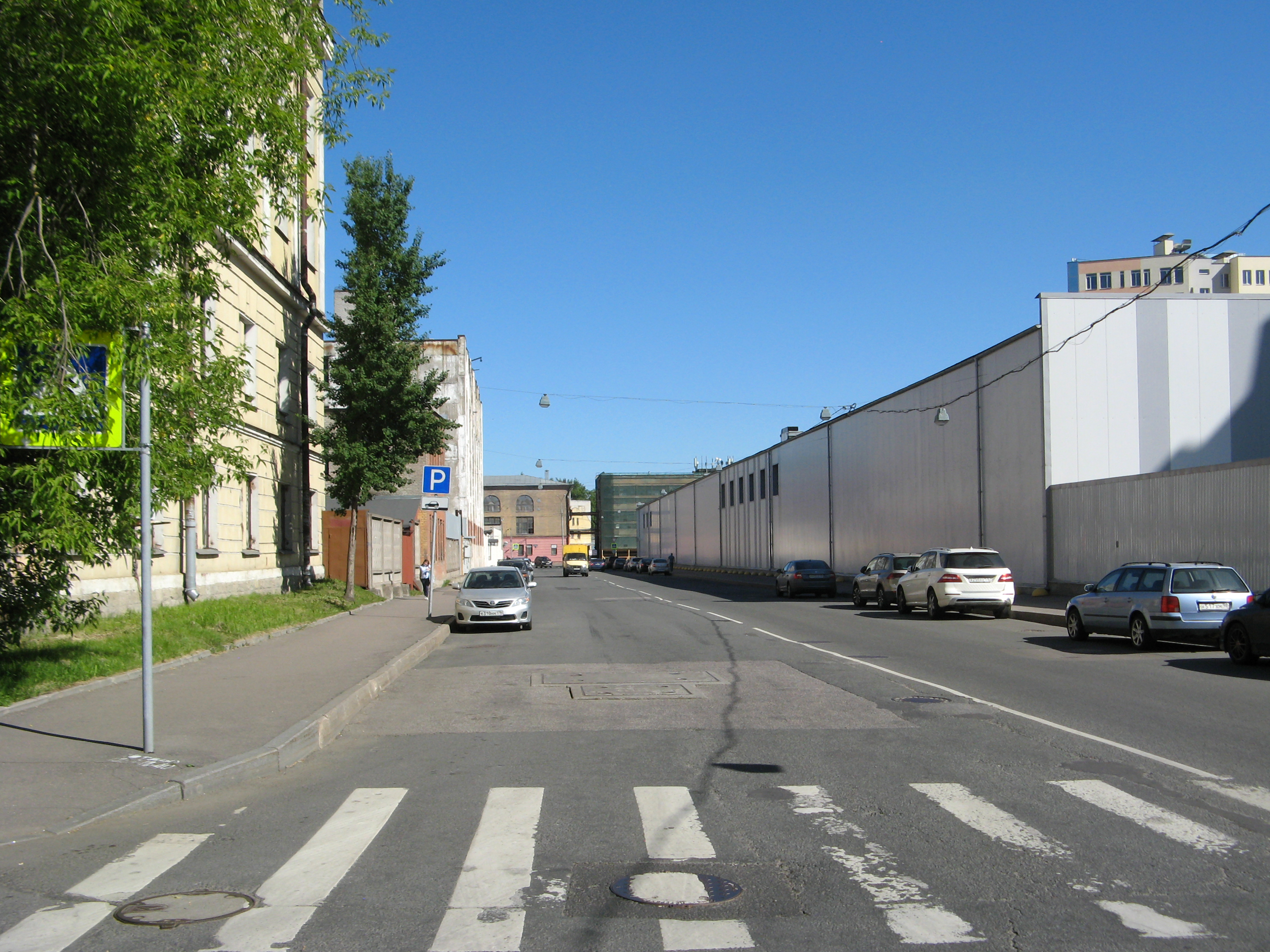
Вид в сторону улицы Профессора Качалова

Зерка́льный переулок — улица в Невском районе Санкт-Петербурга. Соединяет Мельничную улицу и улицу Профессора Качалова. Протяжённость — 230 м.

## История
5 марта 1871 года присвоено название Заводской переулок, затем (в 1882 году) переименована в Заводскую улицу. Нынешнее название носит с 3 декабря 1956 года. Ранее территория переулка входила в состав так называемого Стеклянного городка.

## Здания и сооружения
- Производственные территории
- Складское хозяйство

## Транспорт
- Метро: Площадь Александра Невского (1060 м)
- Ж/д платформы: Глухоозёрская (910 м)

## Пересекает следующие улицы
- Мельничная улица
- улица Профессора Качалова